# 대한민국 형법 제89조
대한민국 형법 제89조는 형법 제87조와 형법 제88조의 미수범의 처벌에 관한 형법 각칙의 조문이다. 외국인이 한국 밖에서 이 범죄를 저지르더라도 예외적으로 처벌하고 있다

## 조문
제89조 【미수범】
전2조의 미수범은 처벌한다.

## 같이 보기
- 내란죄
- 내란목적살인죄

1. ↑  대한민국 형법 제5조(외국인의 국외범)